# 金忠 (天顺进士)
金忠（1432年—1479年），字尚義，浙江承宣布政使司處州府麗水縣（今浙江省麗水市）人，明朝政治人物，同進士出身。

## 生平
金忠少年隨父宦遊廣東，方就學便棄文從商，在蘇松一帶經營。年二十，見其兄金尚德舉進士，方才重新奮發就學，補雲和縣學生。數年後，應貢選國子監生。天順六年（1462年）舉鄉試，天順八年（1464年）登進士，授南京監察御史。成化六年，改南京貴州道御史。歷任雲南道監察御史、江西道監察御史、山東道監察御史。因執法太嚴，被誣告下獄，遣戍遼東，六年後卒。為官期間著有《甕天稿》三卷，在遼東有《東甌童子吟稿》三卷、《廣惠集方》一卷。

## 家族
金忠出身官宦世家，為乾州知州金善之曾孫，封文林郎監察御史金叔度之孫，雲南按察僉事金愷之子，開封府知府金尚德之弟。